# Гуркач Рита Ярославівна
Гуркач Рита Ярославівна (16 серпня 1992, Бобли, Волинська область) – Акторка.

## Біографія
Народилася в селі Бобли, Волинської області, Турійського району. Закінчила Боблівську середню загальноосвітню школу І – ІІІ ступенів у 2009 році. В період з 2009 по 2013 роки навчається у місті Рівне. У 2013 році закінчує  Рівненський державний гуманітарний університет та отримує базову вищу освіту за напрямом підготовки "Театральне мистецтво" та здобуває кваліфікацію бакалавра театрального мистецтва, актора драматичного театру. Майстер курсу Юрій Степанович Мельничук.
У 2013 році за конкурсом вступає у  Львівський національний університет  імені  Івана Франка. Протягом року отримує повну вищу освіту за спеціальністю "Театральне  мистецтво"  та здобуває кваліфікацію актор драматичного театру та кіно. Майстер курсу Богдан Миколайович Козак.
З 2014-2019 роки працює акторкою в Львівському академічному драматичному театрі імені Лесі Українки.

## Акторські роботи (Львівський театр імені Лесі Українки)
- 2013 – П’ятачок, «Вінні-Пух і всі-всі-всі» (реж. Людмила Колосович)
- 2014 – П`ятачок, «Загублений хвіст або Як вінні-Пух допоміг Іа-Іа» (реж. Людмила Колосович)
- 2013 – Русалка, «Лісова пісня»; (реж. Людмила Колосович)
- 2013 – Артистка оркестру, «Анатомія Театру» (реж. Людмила Колосович)
- 2014 – Хлопчик-поводир, «Стіна» (реж. Людмила Колосович)
- 2014 – Метелик, «Пригоди невгамовного зайчика та Червоної Шапочки» (реж. Людмила Колосович)
- 2014 – Лора, Ангел «Готель поміж двох світів» (реж. н.а. України Богдан Козак)
- 2014 – Мешканка села, мюзикл «DIVKA» (реж. Олексій Коломійцев)
- 2014 – Тарган, живе кіно «Вівісекція» (реж. Олексій Коломійцев)
- 2014 – опера «Антиформалістичний райок» (реж. Олексій Коломійцев)
- 2015 – артистка античного хору, «Ірод» рок-опера(історія однієї пристрасті) (реж. Олексій Коломійцев)
- 2016 – Я-Королева, емоційні пейзажі за мотивами казки братів Грімм «Білосніжка» (реж. Анна Єпатко)
- 2016 – Курчатко, музична вистава для дітей «Золоте курча» (реж. Роман Скоровський)
- 2017 – Принцеса Ярмилка, сімейний мюзикл «Зачарована принцеса» (реж. Олена Сєрова-Бондар)
- 2017 – Дівчина Скруджа, Маргарет, вистава для всієї родини «Різдвяна історія» (реж. Олена Апчел)
- 2018 – Білочка, алегорична комедія, «боженька» (реж. Ігор Білиць)

- участь у Всеукраїнському літературно-мистецькому конкурсі «Щоб далі йти дорогою одною»